# Uwe Prühs
Uwe Prühs (født 21. maj 1960 i Rendsborg i Sydslesvig) var vicedirektør i Dansk Skoleforening for Sydslesvig.
Uwe Prühs' forældre var aktive i arbejdet i det danske mindretal i Rendsborg, hvor han voksede op og gik i den danske skole. Han tog studentereksamen fra Duborg-Skolen i 1980, og han tog lærereksamen fra Kolding Seminarium i 1984, hvorefter han vendte tilbage til Sydslesvig, hvor han først var lærer et år på Ladelund danske Ungdomsskole og dernæst på Jens Jessen-Skolen i Flensborg. I perioden 1991–2001 var han skoleinspektør på den danske skole i Lyksborg.
Den 1. september 2001 blev Uwe Prühs ny viceskoledirektør ved Dansk Skoleforening for Sydslesvig. Stillingsbetegnelsen er siden blevet ændret til: skolechef. Han gik på pension 1. juni 2020 og blev afløst på posten af Søren Neess Priisholm.
Prühs har i mange år været aktiv i Sydslesvigs danske Ungdomsforeninger (SdU) og har repræsenteret SdU i det nordiske ungdomssamarbejde, NSU. Som sine forældre har han været en passioneret badmintonspiller. Han er formand for SSF's Teater- og Koncertudvalg. Han er gift og har 3 voksne børn. Ægteparret bor nu i Bov ved Padborg.